# 오타카촌 (오카야마현)
오타카촌(大高村)은 오카야마현 쓰쿠보군에 있던 촌이다. 현재는 구라시키시 구라시키 지역의 오다카, 아시타카, 노마쓰, 나카스(일부) 지역으로 나뉘어져 있다.

## 역사
- 1889년 6월 1일 - 정촌제 시행에 의해 구보야군 오타카촌이 성립하였다.
- 1900년 4월 1일 - 쓰다카군과 쓰쿠보군이 합병해 미쓰군이 되었다.
- 1927년 4월 1일 - 구라시키정 (초대), 마스촌과 합병해, 신・ 구라시키정이 성립하여, 동일 오타카촌은 폐지되었다.

## 참고문헌
- 岡山県大百科事典編集委員会編集『岡山県大百科事典』（1979年）山陽新聞社
- 『岡山県市町村合併誌 市町村編』（昭和35年）岡山県
- 巌津政右衛門 『岡山地名事典』（1974年）日本文教出版社
- 下中直也 『日本歴史地名体系三四巻』（1981年）平凡社